# ۱۲۳۶ (قمری)
۱۲۳۶ (قمری)، هزار و دویست و سی و ششمین سال در گاهشماری هجری قمری است. اول محرم این سال برابر با نهم اکتبر سال ۱۸۲۰ میلادی است.

## زادگان
- آقا علی‌اکبر خان فراهانی : موسیقی دان مشهور دربار ناصرالدین‌شاه قاجار و نوازنده سرشناس تار .